# Masakazu Kihara
Masakazu Kihara (født 19. april 1987) er en tidligere japansk fodboldspiller.
Han har spillet for flere forskellige klubber i sin karriere, herunder Omiya Ardija og Avispa Fukuoka.